# Quatrième district congressionnel de l'Iowa
Le 4e district congressionnel de l'Iowa est un district de l'État américain de l'Iowa qui couvre sa partie nord-ouest, bordant les États du Minnesota, du Dakota du Sud et du Nebraska, et le fleuve Missouri. Le district comprend Sioux City, Ames, Mason City, Fort Dodge, Boone et Carroll ; il est actuellement représenté par le Républicain Randy Feenstra, en poste depuis 2021. Avec un indice CPVI de R + 16, c'est le district le plus républicain de l'Iowa.

## Histoire
Depuis les années 1880, il y a eu des changements majeurs dans l'emplacement ou la nature du 4e district congressionnel de l'Iowa. De 1886 à 1941, le district était composé de comtés en grande partie ruraux du nord-est de l'Iowa, y compris les cinq comtés les plus à l'est dans les deux rangées les plus au nord (et, dans les années 1930, les comtés de Buchanan et du Delaware à partir de la troisième rangée). À cette époque, le district comprenait des zones allant de Mason City à l'est du fleuve Mississippi.
En 1941, le 5e district congressionnel de l'Iowa (composé de comtés ruraux du sud de l'Iowa) a été renuméroté en tant que 4e district, et les comtés de l'ancien 4e district ont été placés dans le 3e district et le 2e district. (En 1942, le titulaire du 4e district, Henry O. Talle, battrait le titulaire du 2e district William S. Jacobsen dans le nouveau 2e district). De 1941 à 1960, le 4e district comprenait les cinq comtés centraux de chacun des deux niveaux les plus au sud, plus quatre comtés entre Des Moines et Iowa City (Mahaska, Keokuk, Jasper et Poweshiek). Le Représentant Républicain sortant du 5e district, Karl M. LeCompte, a été réélu dans le 4e district reconfiguré en 1942 et a été réélu lors des sept élections suivantes. En 1958, lorsque LeCompte ne s'est pas présenté à la réélection, le Démocrate Steven V. Carter a battu le Républicain John Kyl. Une récidive du cancer coûterait la vie à Carter avant la fin de son seul mandat, et Kyl a remporté les élections spéciales et les prochaines élections générales. En 1961, le 4e district a été élargi pour inclure cinq comtés du centre de l'Iowa - Warren, Marion, Marshall, Tama et Benton - mais a conservé son caractère rural. Kyl a occupé ce siège jusqu'à ce qu'il soit balayé par l'énorme vague démocrate de 1964. Cependant, il a retrouvé son ancien siège en 1966 et a été réélu deux fois de plus.
Le caractère rural du district a changé lorsque la majeure partie de son territoire a été fusionnée avec le 5e district du Démocrate sortant Neal Smith, basé à Des Moines, après le recensement de 1970. Le Comté de Polk (qui abrite Des Moines et la plupart de ses banlieues) a été ajouté, tandis que la plupart des comtés ruraux ont été supprimés. Smith a battu Kyl aux élections législatives de 1972. Le district est devenu encore moins rural en 1981, lorsque le Comté de Story (maison d'Ames) a été ajouté et que d'autres comtés ruraux ont été supprimés. Le district a été considérablement modifié après le recensement de 1990, lorsqu'il a été reconfiguré pour englober le quadrant sud-ouest de l'État, de Des Moines à Council Bluffs. Smith a été réélu en 1992, mais battu en 1994 par le Républicain Greg Ganske.
Le redécoupage de 2001 a fait du 4e district un district du centre-nord de l'Iowa. On ne peut pas dire qu'il soit le successeur d'aucun des districts précédents. C'était un district principalement rural, même s'il comprenait Ames et Mason City. Il n'incluait aucune des neuf plus grandes villes de l'État et seulement quatre des vingt plus grandes villes de l'Iowa. Le plan est entré en vigueur en 2003 pour le 108e Congrès américain. Le Représentant sortant du 4e, Tom Latham, a vu sa maison à Alexander attirée dans le 4e et a été élu cinq fois dans ce district.
Pour les élections de 2012, la Législature de l'Iowa a adopté un plan qui est entré en vigueur en 2013 pour le 113e Congrès américain. Le district couvre maintenant le coin nord-ouest de l'État et a essentiellement fusionné la moitié nord de l'ancien 5e district avec le tiers ouest de l'ancien 4e. La nouvelle carte a placé Latham et le titulaire du 5e district Steve King dans le même district. Bien que le nouveau 4e soit géographiquement plus le district de Latham, il a choisi de déménager dans le 3e district redessiné, laissant King prendre le siège. L'actuel 4e district est de loin le plus conservateur de l'Iowa - c'était le seul des quatre districts de l'État à être remporté par Mitt Romney en 2012, et Donald Trump l'a emporté de plus de 25 points en 2016. De plus, King était le seul Membre de la Chambre républicaine de l'Iowa lors du 116e Congrès, bien qu'il ait fait face à une course serrée en 2018 en raison de sa longue histoire de commentaires controversés.
En juin 2020, Steve King a été battu à la primaire de républicaine par le challenger Randy Feenstra.

## Géographie
Le 4e district inclut l'entièreté des comtés suivants
| #   | Comté         | Siège          | Population |
| --- | ------------- | -------------- | ---------- |
| 9   | Audubon       | Audubon        | 5534       |
| 15  | Boone         | Boone          | 26 590     |
| 21  | Buena Vista   | Storm Lake     | 20 567     |
| 25  | Calhoun       | Rockwell City  | 9763       |
| 27  | Carroll       | Carroll        | 20 522     |
| 35  | Cherokee      | Cherokee       | 11 605     |
| 41  | Clay          | Spencer        | 16 511     |
| 47  | Crawford      | Denison        | 16 013     |
| 59  | Dickinson     | Spirit Lake    | 18 056     |
| 63  | Emmet         | Estherville    | 9229       |
| 69  | Franklin      | Hampton        | 9875       |
| 71  | Fremont       | Sidney         | 6458       |
| 79  | Hamilton      | Webster City   | 14 729     |
| 81  | Hancock       | Garner         | 10 615     |
| 85  | Harrison      | Logan          | 14 670     |
| 91  | Humboldt      | Dakota City    | 9500       |
| 93  | Ida           | Ida Grove      | 6833       |
| 109 | Kossuth       | Algona         | 14 396     |
| 119 | Lyon          | Rock Rapids    | 12 324     |
| 127 | Marshall      | Marshalltown   | 40 014     |
| 129 | Mills         | Glenwood       | 14 633     |
| 133 | Monona        | Onawa          | 8493       |
| 141 | O'Brien       | Primghar       | 14 012     |
| 143 | Osceola       | Sibley         | 5978       |
| 147 | Palo Alto     | Emmetsburg     | 8810       |
| 149 | Plymouth      | Le Mars        | 25 722     |
| 151 | Pocahontas    | Pocahontas     | 6976       |
| 155 | Pottawattamie | Council Bluffs | 93 179     |
| 161 | Sac           | Sac City       | 9686       |
| 165 | Shelby        | Harlan         | 11 806     |
| 167 | Sioux         | Orange City    | 35 246     |
| 169 | Story         | Nevada         | 98 566     |
| 187 | Webster       | Fort Dodge     | 36 485     |
| 189 | Winnebago     | Forest City    | 10 571     |
| 193 | Woodbury      | Sioux City     | 105 951    |
| 197 | Wright        | Clarion        | 12 656     |

## Historique
| Année | Poste     | Résultats              |
| ----- | --------- | ---------------------- |
| 2000  | Président | Bush 49,0 % - 48,0 %   |
| 2004  | Président | Bush 51,0 % - 48,0 %   |
| 2008  | Président | Obama 53,0 % - 45,0 %  |
| 2012  | Président | Romney 53,0 % - 45,0 % |
| 2016  | Président | Trump 61,0 % - 34,0 %  |
| 2020  | Président | Trump 63,0 % - 36,0 %  |

## Liste des Représentants du district
| Membre                          | Parti       | Années                             | Congrès     | Histoire électorale | Zone géographique |
| ------------------------------- | ----------- | ---------------------------------- | ----------- | --- | ----------------- |
| District établit le 4 mars 1863 |             |                                    |             | |                   |
| Josiah B. Grinnell (en)         | Républicain | 4 mars 1863 - 3 mars 1867          | 38e , 39e   | Élu en 1862. Réélu en 1864. Perds sa renomination. | 1863–1873         |
| William Loughridge (en)         | Républicain | 4 mars 1867 - 3 mars 1871          | 40e , 41e   | Élu en 1866. Réélu en 1868. Perds sa renomination. | 1863–1873         |
| Madison M. Walden (en)          | Républicain | 4 mars 1871 - 3 mars 1873          | 42e         | Élu en 1870. Perds sa renomination. | 1863–1873         |
| Henry O. Pratt (en)             | Républicain | 4 mars 1873 - 3 mars 1877          | 43e , 44e   | Élu en 1872. Réélu en 1874. Retrait. | 1873–1883         |
| Nathaniel C. Deering (en)       | Républicain | 4 mars 1877 - 3 mars 1883          | 45e - 47e   | Élu en 1876. Réélu en 1878. Réélu en 1880. Retrait. | 1873–1883         |
| Luman H. Weller (en)            | Greenback   | 4 mars 1883 - 3 mars 1885          | 48e         | Élu en 1882. Perds sa réélection. | 1883–1887         |
| William E. Fuller (en)          | Républicain | 4 mars 1885 - 3 mars 1889          | 49e , 50e   | Élu en 1884. Réélu en 1886. Perds sa renomination. | 1883–1887         |
| William E. Fuller (en)          | Républicain | 4 mars 1885 - 3 mars 1889          | 49e , 50e   | Élu en 1884. Réélu en 1886. Perds sa renomination. | 1887–1933         |
| Joseph H. Sweney (en)           | Républicain | 4 mars 1889 - 3 mars 1891          | 51e         | Élu en 1888. Perds sa réélection. |                   |
| Walter H. Butler (en)           | Démocrate   | 4 mars 1891 - 3 mars 1893          | 52e         | Élu en 1890. Perds sa réélection. |                   |
| Thomas Updegraff (en)           | Républicain | 4 mars 1893 3 mars 1899            | 53e - 55e   | Élu en 1892. Réélu en 1894. Réélu en 1896. Perds sa renomination. |                   |
| Gilbert N. Haugen (en)          | Républicain | 4 mars 1899 - 3 mars 1933          | 56e - 72e   | Élu en 1898. Réélu en 1900. Réélu en 1902. Réélu en 1904. Réélu en 1906. Réélu en 1908. Réélu en 1910. Réélu en 1912. Réélu en 1914. Réélu en 1916. Réélu en 1918. Réélu en 1920. Réélu en 1922. Réélu en 1924. Réélu en 1926. Réélu en 1928. Réélu en 1930. Perds sa réélection. |                   |
| Fred Biermann (en)              | Démocrate   | 4 mars 1933 - 3 janvier 1939       | 73e - 75e   | Élu en 1932. Réélu en 1934. Réélu en 1936. Perds sa réélection. | 1933–1943         |
| Henry O. Talle (en)             | Républicain | 3 janvier 1939 - 3 janvier 1943    | 76e , 77e   | Élu en 1938. Réélu en 1940. Redécoupage vers le 2e district. | 1933–1943         |
| Karl M. LeCompte (en)           | Républicain | 3 janvier 1943 - 3 janvier 1959    | 78e - 85e   | Redécoupage depuis le 5e district et réélu en 1942. Réélu en 1944. Réélu en 1946. Réélu en 1948. Réélu en 1950. Réélu en 1952. Réélu en 1954. Réélu en 1956. Retrait. | 1943–1963         |
| Steven Carter (en)              | Démocrate   | 3 janvier 1959 - 4 novembre 1959   | 86e         | Élu en 1958. Décès. | 1943–1963         |
| Vacant                          | Vacant      | 4 novembre 1959 - 15 décembre 1959 | 86e         | | 1943–1963         |
| John H. Kyl (en)                | Républicain | 15 décembre 1959 - 3 janvier 1965  | 86e - 88e   | Élu pour terminer le mandat de Carter. Réélu en 1960. Réélu en 1962. Perds sa réélection. | 1943–1963         |
| John H. Kyl (en)                | Républicain | 15 décembre 1959 - 3 janvier 1965  | 86e - 88e   | Élu pour terminer le mandat de Carter. Réélu en 1960. Réélu en 1962. Perds sa réélection. | 1963–1973         |
| Bert Brandstra                  | Démocrate   | 3 janvier 1965 - 3 janvier 1967    | 89e         | Élu en 1964. Perds sa réélection. |                   |
| John H. Kyl (en)                | Républicain | 3 janvier 1967 - 3 janvier 1973    | 90e - 92e   | Élu en 1966. Réélu en 1968. Réélu en 1970. Perds sa réélection. |                   |
| Neal E. Smith (en)              | Démocrate   | 3 janvier 1973 - 3 janvier 1995    | 93e - 103e  | Redécoupage depuis le 5e district et réélu en 1972. Réélu en 1974. Réélu en 1976. Réélu en 1978. Réélu en 1980. Réélu en 1982. Réélu en 1984. Réélu en 1986. Réélu en 1988. Réélu en 1990. Réélu en 1992. Perds sa réélection.                                                    | 1973–1983         |
| Neal E. Smith (en)              | Démocrate   | 3 janvier 1973 - 3 janvier 1995    | 93e - 103e  | Redécoupage depuis le 5e district et réélu en 1972. Réélu en 1974. Réélu en 1976. Réélu en 1978. Réélu en 1980. Réélu en 1982. Réélu en 1984. Réélu en 1986. Réélu en 1988. Réélu en 1990. Réélu en 1992. Perds sa réélection.                                                    | 1983–1993         |
| Neal E. Smith (en)              | Démocrate   | 3 janvier 1973 - 3 janvier 1995    | 93e - 103e  | Redécoupage depuis le 5e district et réélu en 1972. Réélu en 1974. Réélu en 1976. Réélu en 1978. Réélu en 1980. Réélu en 1982. Réélu en 1984. Réélu en 1986. Réélu en 1988. Réélu en 1990. Réélu en 1992. Perds sa réélection.                                                    | 1993–2003         |
| Greg Ganske                     | Républicain | 3 janvier 1995 - 3 janvier 2003    | 104e - 107e | Élu en 1994. Réélu en 1996. Réélu en 1998. Réélu en 2000. Redécoupage vers le 3e district et retrait pour se présenter comme Sénateur des États-Unis. |                   |
| Tom Latham                      | Républicain | 3 janvier 2003 - 3 janvier 2013    | 108e - 112e | Redécoupage depuis le 5e district et réélu en 2002. Réélu en 2004. Réélu en 2006. Réélu en 2008. Réélu en 2010. Redécoupage vers le 3e district. | 2003–2013         |
| Steve King                      | Républicain | 3 janvier 2013 - 3 janvier 2021    | 113e - 116e | Redécoupage depuis le 5e district et réélu en 2012. Réélu en 2014. Réélu en 2016. Réélu en 2018. Perds sa renomination. | 2013–2023         |
| Randy Feenstra                  | Républicain | 3 janvier 2021 - Présent           | 117e , 118e | Élu en 2020. Réélu en 2022. Réélu en 2024. | 2013–2023         |
| Randy Feenstra                  | Républicain | 3 janvier 2021 - Présent           | 117e , 118e | Élu en 2020. Réélu en 2022. Réélu en 2024. | 2023–Présent      |

## Résultats des récentes élections
Voici les résultats des dix précédents cycles électoraux dans le district.

### 2004
| Élection de 2004 du 4e district congressionnel de l'Iowa | Élection de 2004 du 4e district congressionnel de l'Iowa | Élection de 2004 du 4e district congressionnel de l'Iowa | Élection de 2004 du 4e district congressionnel de l'Iowa | Élection de 2004 du 4e district congressionnel de l'Iowa |
| -------------------------------------------------------- | -------------------------------------------------------- | -------------------------------------------------------- | -------------------------------------------------------- | -------------------------------------------------------- |
| Parti                                                    | Parti                                                    | Candidat                                                 | Votes                                                    | %                                                        |
|                                                          | Républicain                                              | Tom Latham (sortant)                                     | 181 294                                                  | 60,93                                                    |
|                                                          | Démocrate                                                | Paul W. Johnson                                          | 116 121                                                  | 39,02                                                    |
|                                                          | No Party                                                 | Autres                                                   | 151                                                      | 0,05                                                     |
| Total des votes                                          | Total des votes                                          | Total des votes                                          | 297 566                                                  | 100%                                                     |
|                                                          | Les Républicains conservent                              |                                                          |                                                          |                                                          |

### 2006
| Élection de 2006 du 4e district congressionnel de l'Iowa | Élection de 2006 du 4e district congressionnel de l'Iowa | Élection de 2006 du 4e district congressionnel de l'Iowa | Élection de 2006 du 4e district congressionnel de l'Iowa | Élection de 2006 du 4e district congressionnel de l'Iowa |
| -------------------------------------------------------- | -------------------------------------------------------- | -------------------------------------------------------- | -------------------------------------------------------- | -------------------------------------------------------- |
| Parti                                                    | Parti                                                    | Candidat                                                 | Votes                                                    | %                                                        |
|                                                          | Républicain                                              | Tom Latham (sortant)                                     | 121 650                                                  | 57,19                                                    |
|                                                          | Démocrate                                                | Selden Spencer                                           | 90 982                                                   | 42.77                                                    |
|                                                          | No Party                                                 | Autres                                                   | 98                                                       | 0,05                                                     |
| Total des votes                                          | Total des votes                                          | Total des votes                                          | 212 730                                                  | 100%                                                     |
|                                                          | Les Républicains conservent                              |                                                          |                                                          |                                                          |

### 2008
| Élection de 2008 du 4e district congressionnel de l'Iowa | Élection de 2008 du 4e district congressionnel de l'Iowa | Élection de 2008 du 4e district congressionnel de l'Iowa | Élection de 2008 du 4e district congressionnel de l'Iowa | Élection de 2008 du 4e district congressionnel de l'Iowa |
| -------------------------------------------------------- | -------------------------------------------------------- | -------------------------------------------------------- | -------------------------------------------------------- | -------------------------------------------------------- |
| Parti                                                    | Parti                                                    | Candidat                                                 | Votes                                                    | %                                                        |
|                                                          | Républicain                                              | Tom Latham (sortant)                                     | 185 458                                                  | 60,53                                                    |
|                                                          | Démocrate                                                | Becky Greenwald                                          | 120 746                                                  | 39,41                                                    |
|                                                          | No Party                                                 | Autres                                                   | 197                                                      | 0,06                                                     |
| Total des votes                                          | Total des votes                                          | Total des votes                                          | 306 401                                                  | 100%                                                     |
|                                                          | Les Républicains conservent                              |                                                          |                                                          |                                                          |

### 2010
| Élection de 2010 du 4e district congressionnel de l'Iowa | Élection de 2010 du 4e district congressionnel de l'Iowa | Élection de 2010 du 4e district congressionnel de l'Iowa | Élection de 2010 du 4e district congressionnel de l'Iowa | Élection de 2010 du 4e district congressionnel de l'Iowa |
| -------------------------------------------------------- | -------------------------------------------------------- | -------------------------------------------------------- | -------------------------------------------------------- | -------------------------------------------------------- |
| Parti                                                    | Parti                                                    | Candidat                                                 | Votes                                                    | %                                                        |
|                                                          | Républicain                                              | Tom Latham (sortant)                                     | 152 588                                                  | 65,62                                                    |
|                                                          | Démocrate                                                | Bill Maske                                               | 74 300                                                   | 31,95                                                    |
|                                                          | Indépendant                                              | Dan Lensing                                              | 5499                                                     | 2,37                                                     |
|                                                          | No Party                                                 | Autres                                                   | 132                                                      | 0,06                                                     |
| Total des votes                                          | Total des votes                                          | Total des votes                                          | 232 519                                                  | 100%                                                     |
|                                                          | Les Républicains conservent                              |                                                          |                                                          |                                                          |

### 2012
| Élection de 2012 du 4e district congressionnel de l'Iowa | Élection de 2012 du 4e district congressionnel de l'Iowa | Élection de 2012 du 4e district congressionnel de l'Iowa | Élection de 2012 du 4e district congressionnel de l'Iowa | Élection de 2012 du 4e district congressionnel de l'Iowa |
| -------------------------------------------------------- | -------------------------------------------------------- | -------------------------------------------------------- | -------------------------------------------------------- | -------------------------------------------------------- |
| Parti                                                    | Parti                                                    | Candidat                                                 | Votes                                                    | %                                                        |
|                                                          | Républicain                                              | Steve King (sortant)                                     | 200 063                                                  | 51,69                                                    |
|                                                          | Démocrate                                                | Christie Vilsack                                         | 169 470                                                  | 43,78                                                    |
|                                                          | Indépendant                                              | Martin James Monroe                                      | 8124                                                     | 2,10                                                     |
|                                                          | No Party                                                 | Autres                                                   | 226                                                      | 0,0                                                      |
| Total des votes                                          | Total des votes                                          | Total des votes                                          | 387 079                                                  | 100%                                                     |
|                                                          | Les Républicains conservent                              |                                                          |                                                          |                                                          |

### 2014
| Élection de 2014 du 4e district congressionnel de l'Iowa | Élection de 2014 du 4e district congressionnel de l'Iowa | Élection de 2014 du 4e district congressionnel de l'Iowa | Élection de 2014 du 4e district congressionnel de l'Iowa | Élection de 2014 du 4e district congressionnel de l'Iowa |
| -------------------------------------------------------- | -------------------------------------------------------- | -------------------------------------------------------- | -------------------------------------------------------- | -------------------------------------------------------- |
| Parti                                                    | Parti                                                    | Candidat                                                 | Votes                                                    | %                                                        |
|                                                          | Républicain                                              | Steve King (sortant)                                     | 169 834                                                  | 61,6                                                     |
|                                                          | Démocrate                                                | Jim Mowrer                                               | 105 504                                                  | 38,3                                                     |
|                                                          | Write-in                                                 | Write-in                                                 | 295                                                      | 0,1                                                      |
| Total des votes                                          | Total des votes                                          | Total des votes                                          | 275 633                                                  | 100%                                                     |
|                                                          | Les Républicains conservent                              |                                                          |                                                          |                                                          |

### 2016
| Élection de 2016 du 4e district congressionnel de l'Iowa | Élection de 2016 du 4e district congressionnel de l'Iowa | Élection de 2016 du 4e district congressionnel de l'Iowa | Élection de 2016 du 4e district congressionnel de l'Iowa | Élection de 2016 du 4e district congressionnel de l'Iowa |
| -------------------------------------------------------- | -------------------------------------------------------- | -------------------------------------------------------- | -------------------------------------------------------- | -------------------------------------------------------- |
| Parti                                                    | Parti                                                    | Candidat                                                 | Votes                                                    | %                                                        |
|                                                          | Républicain                                              | Steve King (sortant)                                     | 200 063                                                  | 51,69                                                    |
|                                                          | Démocrate                                                | Christie Vilsack                                         | 169 470                                                  | 43,78                                                    |
|                                                          | Indépendant                                              | Martin James Monroe                                      | 8124                                                     | 2,10                                                     |
|                                                          | No Party                                                 | Autres                                                   | 226                                                      |                                                          |
| Total des votes                                          | Total des votes                                          | Total des votes                                          | 387 079                                                  | 100%                                                     |
|                                                          | Les Républicains conservent                              |                                                          |                                                          |                                                          |

### 2018
| Élection de 2018 du 4e district congressionnel de l'Iowa | Élection de 2018 du 4e district congressionnel de l'Iowa | Élection de 2018 du 4e district congressionnel de l'Iowa | Élection de 2018 du 4e district congressionnel de l'Iowa | Élection de 2018 du 4e district congressionnel de l'Iowa |
| -------------------------------------------------------- | -------------------------------------------------------- | -------------------------------------------------------- | -------------------------------------------------------- | -------------------------------------------------------- |
| Parti                                                    | Parti                                                    | Candidat                                                 | Votes                                                    | %                                                        |
|                                                          | Républicain                                              | Steve King (sortant)                                     | 157 275                                                  | 50,33                                                    |
|                                                          | Démocrate                                                | J. D. Scholten                                           | 146 737                                                  | 46,96                                                    |
|                                                          | Libertarien                                              | Charles Aldrich                                          | 6315                                                     | 2,02                                                     |
|                                                          | Indépendant                                              | Edward Peterson                                          | 1940                                                     | 0,62                                                     |
|                                                          | Write-In                                                 | Write-In                                                 | 201                                                      | 0,06                                                     |
| Total des votes                                          | Total des votes                                          | Total des votes                                          | 312 468                                                  | 100%                                                     |
|                                                          | Les Républicains conservent                              |                                                          |                                                          |                                                          |

### 2020
| Élection de 2020 du 4e district congressionnel de l'Iowa | Élection de 2020 du 4e district congressionnel de l'Iowa | Élection de 2020 du 4e district congressionnel de l'Iowa | Élection de 2020 du 4e district congressionnel de l'Iowa | Élection de 2020 du 4e district congressionnel de l'Iowa |
| -------------------------------------------------------- | -------------------------------------------------------- | -------------------------------------------------------- | -------------------------------------------------------- | -------------------------------------------------------- |
| Parti                                                    | Parti                                                    | Candidat                                                 | Votes                                                    | %                                                        |
|                                                          | Républicain                                              | Randy Feenstra                                           | 237 369                                                  | 62,0                                                     |
|                                                          | Démocrate                                                | J. D. Scholten                                           | 144 761                                                  | 37,8                                                     |
|                                                          | Write-In                                                 | Write-In                                                 | 892                                                      | 0,2                                                      |
| Total des votes                                          | Total des votes                                          | Total des votes                                          | 383 022                                                  | 100%                                                     |
|                                                          | Les Républicains conservent                              |                                                          |                                                          |                                                          |

### 2022
| Primaire Républicaine de 2022 du 4e district congressionnel de l'Iowa | Primaire Républicaine de 2022 du 4e district congressionnel de l'Iowa | Primaire Républicaine de 2022 du 4e district congressionnel de l'Iowa | Primaire Républicaine de 2022 du 4e district congressionnel de l'Iowa | Primaire Républicaine de 2022 du 4e district congressionnel de l'Iowa |
| --------------------------------------------------------------------- | --------------------------------------------------------------------- | --------------------------------------------------------------------- | --------------------------------------------------------------------- | --------------------------------------------------------------------- |
| Parti                                                                 | Parti                                                                 | Candidat                                                              | Votes                                                                 | %                                                                     |
|                                                                       | Républicain                                                           | Randy Feenstra (sortant)                                              | 51 271                                                                | 100%                                                                  |

| Primaire Démocrate de 2022 du 4e district congressionnel de l'Iowa | Primaire Démocrate de 2022 du 4e district congressionnel de l'Iowa | Primaire Démocrate de 2022 du 4e district congressionnel de l'Iowa | Primaire Démocrate de 2022 du 4e district congressionnel de l'Iowa | Primaire Démocrate de 2022 du 4e district congressionnel de l'Iowa |
| ------------------------------------------------------------------ | ------------------------------------------------------------------ | ------------------------------------------------------------------ | ------------------------------------------------------------------ | ------------------------------------------------------------------ |
| Parti                                                              | Parti                                                              | Candidat                                                           | Votes                                                              | %                                                                  |
|                                                                    | Démocrate                                                          | Ryan Melton                                                        | 20 794                                                             | 100%                                                               |

| Élection de 2022 du 4e district congressionnel de l'Iowa | Élection de 2022 du 4e district congressionnel de l'Iowa | Élection de 2022 du 4e district congressionnel de l'Iowa | Élection de 2022 du 4e district congressionnel de l'Iowa | Élection de 2022 du 4e district congressionnel de l'Iowa |
| -------------------------------------------------------- | -------------------------------------------------------- | -------------------------------------------------------- | -------------------------------------------------------- | -------------------------------------------------------- |
| Parti                                                    | Parti                                                    | Candidat                                                 | Votes                                                    | %                                                        |
|                                                          | Républicain                                              | Randy Feenstra (sortant)                                 | 186 467                                                  | 67,3                                                     |
|                                                          | Démocrate                                                | Ryan Melton                                              | 84 230                                                   | 30,4                                                     |
|                                                          | Liberty Caucus (en)                                      | Bryan Holden                                             | 6035                                                     | 2,2                                                      |
| Total des votes                                          | Total des votes                                          | Total des votes                                          | 277 008                                                  | 100%                                                     |
|                                                          | Les Républicains conservent                              |                                                          |                                                          |                                                          |

### 2024
| Primaire Républicaine de 2024 du 4e district congressionnel de l'Iowa | Primaire Républicaine de 2024 du 4e district congressionnel de l'Iowa | Primaire Républicaine de 2024 du 4e district congressionnel de l'Iowa | Primaire Républicaine de 2024 du 4e district congressionnel de l'Iowa | Primaire Républicaine de 2024 du 4e district congressionnel de l'Iowa |
| --------------------------------------------------------------------- | --------------------------------------------------------------------- | --------------------------------------------------------------------- | --------------------------------------------------------------------- | --------------------------------------------------------------------- |
| Parti                                                                 | Parti                                                                 | Candidat                                                              | Votes                                                                 | %                                                                     |
|                                                                       | Républicain                                                           | Randy Feenstra (sortant)                                              | 26 781                                                                | 60,1                                                                  |
|                                                                       | Républicain                                                           | Kevin Virgil                                                          | 17 661                                                                | 39,6                                                                  |

| Primaire Démocrate de 2024 du 4e district congressionnel de l'Iowa | Primaire Démocrate de 2024 du 4e district congressionnel de l'Iowa | Primaire Démocrate de 2024 du 4e district congressionnel de l'Iowa | Primaire Démocrate de 2024 du 4e district congressionnel de l'Iowa | Primaire Démocrate de 2024 du 4e district congressionnel de l'Iowa |
| ------------------------------------------------------------------ | ------------------------------------------------------------------ | ------------------------------------------------------------------ | ------------------------------------------------------------------ | ------------------------------------------------------------------ |
| Parti                                                              | Parti                                                              | Candidat                                                           | Votes                                                              | %                                                                  |
|                                                                    | Démocrate                                                          | Ryan Melton                                                        | 6482                                                               | 100%                                                               |

| Élection de 2024 du 4e district congressionnel de l'Iowa | Élection de 2024 du 4e district congressionnel de l'Iowa | Élection de 2024 du 4e district congressionnel de l'Iowa | Élection de 2024 du 4e district congressionnel de l'Iowa | Élection de 2024 du 4e district congressionnel de l'Iowa |
| -------------------------------------------------------- | -------------------------------------------------------- | -------------------------------------------------------- | -------------------------------------------------------- | -------------------------------------------------------- |
| Parti                                                    | Parti                                                    | Candidat                                                 | Votes                                                    | %                                                        |
|                                                          | Républicain                                              | Randy Feenstra (sortant)                                 | 250 522                                                  | 67,0                                                     |
|                                                          | Démocrate                                                | Ryan Melton                                              | 122 175                                                  | 32,7                                                     |
|                                                          | Write-In                                                 | Write-In                                                 | 1127                                                     | 0,3                                                      |
|                                                          | Libertarien                                              | Charles Aldrich                                          | 0                                                        | 0,0                                                      |
| Total des votes                                          | Total des votes                                          | Total des votes                                          | 373 824                                                  | 100%                                                     |
|                                                          | Les Républicains conservent                              |                                                          |                                                          |                                                          |